# Little Toot
Little Toot ist ein Bilderbuch des US-amerikanischen Autors und Illustrators Hardie Gramatky, das 1939 beim Verlag G. P. Putnam's Sons veröffentlicht wurde. Auf Grund des großen Erfolgs schrieb Gramatky später weitere Little Toot Bücher.

## Inhalt
Little Toot ist ein kleines Schleppschiff, das in einem alten Flusshafen lebt. Große Schiffe bringen unterschiedlichste Waren von weit her und werden von den Schleppschiffen zu den Kais und nach dem Löschen ihrer Fracht wieder hinaus aufs Meer gezogen. Big Toot, Little Toots Vater, ist das größte und schnellste Schleppschiff im ganzen Hafen, und auch Großvater Toot war – zumindest nach eigenen Erzählungen – ein legendärer Schlepper. Doch im Unterschied zu seinen Vorfahren hasst Little Toot die Arbeit. Außerdem fürchtet er sich vor dem offenen Ozean und bevorzugt das Spielen auf dem ruhigen Fluss, insbesondere das Pflügen einer Acht in die sanften Wellen des Flusses. Das verärgert zum einen hart arbeitende Schlepper und führt andererseits dazu, dass ihn die restlichen Boote verspotten. Little Toot schämt sich und beschließt, künftig ein hart arbeitendes Schleppschiff zu sein. Doch sein Ruf ist bereits ruiniert, so dass keines der großen Schiffe von dem kleinen Toot geschleppt werden möchte. In seiner Traurigkeit bemerkt er nicht, wie er aufs offene Meer getrieben wird und gleichzeitig ein Sturm aufzieht. Dieser wird einem Ozeandampfer zum Verhängnis, indem er zwischen zwei Felsen eingeklemmt wird. Little Toot bildet mit dem Rauch aus seinem Kamin ein SOS-Notsignal, das von den restlichen Schleppern entdeckt wird. Sie eilen herbei, doch der Sturm ist zu stark und sie kommen gegen die hohen Wellen nicht an. Statt gegen die Wellen anzukämpfen, hüpft Little Toot daraufhin von Wellenkamm zu Wellenkamm und es gelingt ihm schließlich, den riesigen Ozeandampfer ganz allein aus den Felsen und in den sicheren Hafen zu ziehen. Little Toot wird dadurch zum Helden und ist ab sofort eines der fleißigsten Schleppschiffe, das fast so schwere Boote wie sein Vater ziehen kann.

## Rezeption
Kaylee Davis schreibt in ihrer Rezension: „Eines der häufigsten Motive in der gesamten Literatur, von der Mythologie bis zu zeitgenössischen Romanen, ist das des Helden wider Willen, der unerwartet eine Heldentat vollbringt. Ihr Handeln rückt in den Mittelpunkt des Geschehens, und am Ende bekommen sie den verdienten, längst überfälligen Respekt. Dieses Motiv ist auch in Kinderbüchern sehr beliebt. Millionen von Kindern jubelten mit dem kecken kleinen Schleppschiff Little Toot, als es ihm gelang, seine Ängste zu überwinden und die Lage zu retten.“

## Besonderheiten
Gramatky hatte Schwierigkeiten, einen Verleger für Little Toot zu finden. Als es ihm schließlich gelang, G. P. Putnam's Sons als Verlag für Little Toot zu gewinnen, wurde das Buch nach seiner Veröffentlichung rasch ein Riesenerfolg und gehört mittlerweile zur Liste der Kinderbuchklassiker der Library of Congress.

## Auszeichnungen
Little Toot wurde 1969 mit einem Lewis Carroll Shelf Award ausgezeichnet.

## Referenzen
Little Toot ist in dem literarischen Nachschlagewerk 1001 Kinder- und Jugendbücher – Lies uns, bevor Du erwachsen bist! für die Altersstufe 3+ Jahre enthalten.

## Ausgaben
- Little Toot. G. P. Putnam's Sons, New York City 1939 (englisch).

## Verfilmungen
Walt Disney integrierte 1948 die Geschichte von Little Toot in einer abgewandelten Fassung in den animierten Spielfilm Musik, Tanz und Rhythmus. Die Geschichte wird dabei von den Andrew Sisters gesungen.